# Milon II. von Montlhéry
Milon II. († wohl 1118) war ein Herr von Montlhéry und Bray-sur-Seine aus dem Haus Montlhéry. Er war ein Sohn des Milon I. von Montlhéry und der Vizegräfin Lithuise von Troyes, sein älterer Bruder war Guido II. von Montlhéry. In den zeitgenössischen Chroniken wird er, wie schon sein Vater, Milon de Bray genannt.
Von seinen Eltern erbte Milon die Herrschaft Bray-sur-Seine und die Vizegrafschaft Troyes. Zu Beginn des Aufstandes seines Onkels, Guido von Rochefort, und dessen Sohnes, Hugo von Crécy, 1107 gegen König Ludwig VI. verhielt er sich königstreu. Deshalb bekam er vom König 1108 die Familienstammburg Montlhéry überreicht, nachdem diese dem verschwörerischen Königssohn Philipp von Mantes, dem Ehemann seiner Nichte, abgenommen worden war.
Wegen seiner Haltung zog Milon aber die Feindschaft seines Vetters Hugo von Crécy auf sich, welcher ihm die starke Burg Montlhéry neidete. Die Chronik der Abtei von Morigny (Chronicon Mauriniacensis) berichtet, dass Hugo eines Tages die Burg Montlhéry durch Verrat erobern konnte und Milon gefangen nahm. Er sperrte ihn in einen Kerker seiner Burg Châteaufort, wo er ihn später mit eigenen Händen erwürgte.
Hugo von Crécy wurde aber schon kurz darauf von König Ludwig VI. unterworfen, welcher Montlhéry der königlichen Domäne einverleibte.

## Einzelnachweis
1. ↑  Suger von Saint-Denis Vita Ludovici Grossi Kapitel XVIII

## Weblink
- Die Herren von Montlhéry bei fmg.ac (englisch)

| Personendaten    | Personendaten                                              |
| ---------------- | ---------------------------------------------------------- |
| NAME             | Milon II. von Montlhéry                                    |
| ALTERNATIVNAMEN  | Milon II de Montlhéry; Milon de Bray                       |
| KURZBESCHREIBUNG | Herr von Montlhéry und Bray-sur-Seine, Vizegraf von Troyes |
| GEBURTSDATUM     | 11. Jahrhundert                                            |
| STERBEDATUM      | unsicher: 1118                                             |